# لنکوبوک
شهر لنکوبوک (به فرانسوی: Linkebeek) در ناحیه اداری ال-ویلوورد  در استان فلومیش بربان  در منطقه فلاندری در کشور بلژیک واقع شده‌است.